# Oliver Chris
Oliver Graham Chris, född 7 november 1978 i Royal Tunbridge Wells, är en brittisk skådespelare. 

## Filmografi i urval
- 2001 – The Office (TV-serie)
- 2002 – The Gathering
- 2002 – The Real Jane Austen (TV-film)
- 2004 – På spaning med Bridget Jones
- 2004–2006 – Green Wing (TV-serie)
- 2006 – IT-supporten (TV-serie)
- 2011 – Tyst vittne (TV-serie)
- 2013 – Breathless (TV-serie)
- 2013–2015 – Bluestone 42 (TV-serie)
- 2020 – Dolittle
- 2020 – Emma
- 2020 - – Trying (TV-serie)
- 2021 – En brittisk skandal (TV-serie)
- 2021 - – Foundation (TV-serie)
- 2022 – The Crown (TV-serie)
- 2022 – Living
- 2024 – Rivals (TV-serie)
- 2026 – The Magic Faraway Tree